# Ozdobnica większa
Ozdobnica większa (Formica exsecta) – gatunek mrówki z podrodziny Formicinae. 
Występuje na otwartych i nasłonecznionych terenach oraz na skraju lasów. Gniazda buduje w ziemi piaszczystej. Ponad ziemią stawia niewielkie kopce z dostępnego materiału roślinnego, najczęściej z kawałków traw. Kopce osiągają wysokość 25 cm i średnicę 30 cm. 
W gnieździe znajduje się zazwyczaj więcej niż jedna królowa i około 1000 robotnic. 
Zakładając nową kolonię wykorzystuje czasowe pasożytnictwo na pierwomrówce łagodnej (Formica fusca) lub przez podział kolonii.
Mrówka jest tak agresywna, że atakuje nawet większe od siebie mrówki, wspinając się im na grzbiet i odcinając przeciwnikowi głowę.
Ubarwienie wyraźnie dwubarwne: większość ciała brunatnoczerwona, odwłok i głowa ciemniejsze, podobnie jak u pierwomrówki krasnolicej (Formica rufibarbis). 
Robotnice mają wielkość od 7 do 9 mm, natomiast królowa do 12 mm. 
Loty godowe odbywa w lipcu i w sierpniu. Niektóre królowe wracają do swojego gniazda.

## Podgatunki
U ozdobnicy większej wyodrębniono 2 podgatunki
- Formica exsecta exsecta Nylander, 1846
- Formica exsecta manchu Wheeler, 1929

## Zobacz też

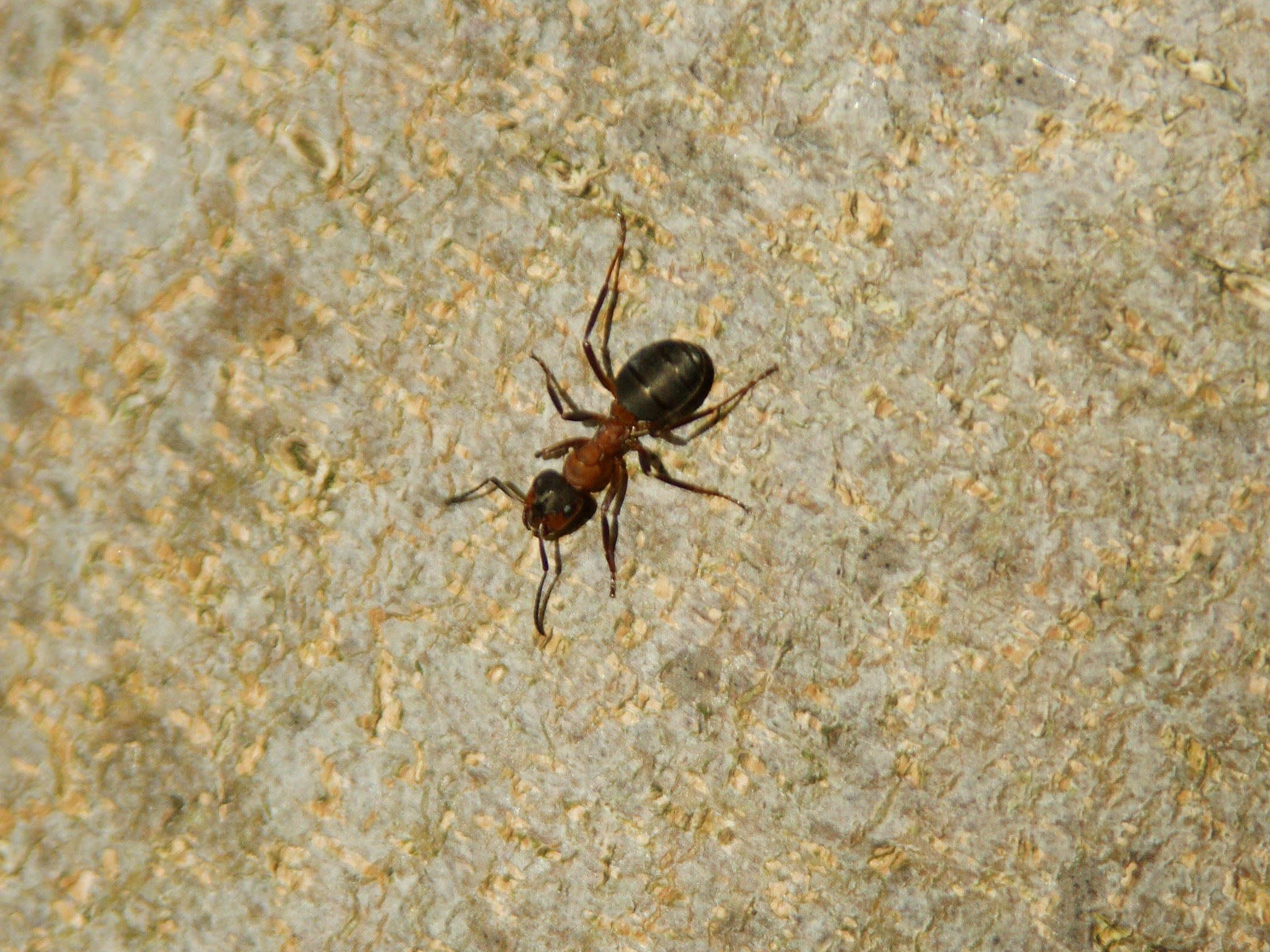
Robotnica
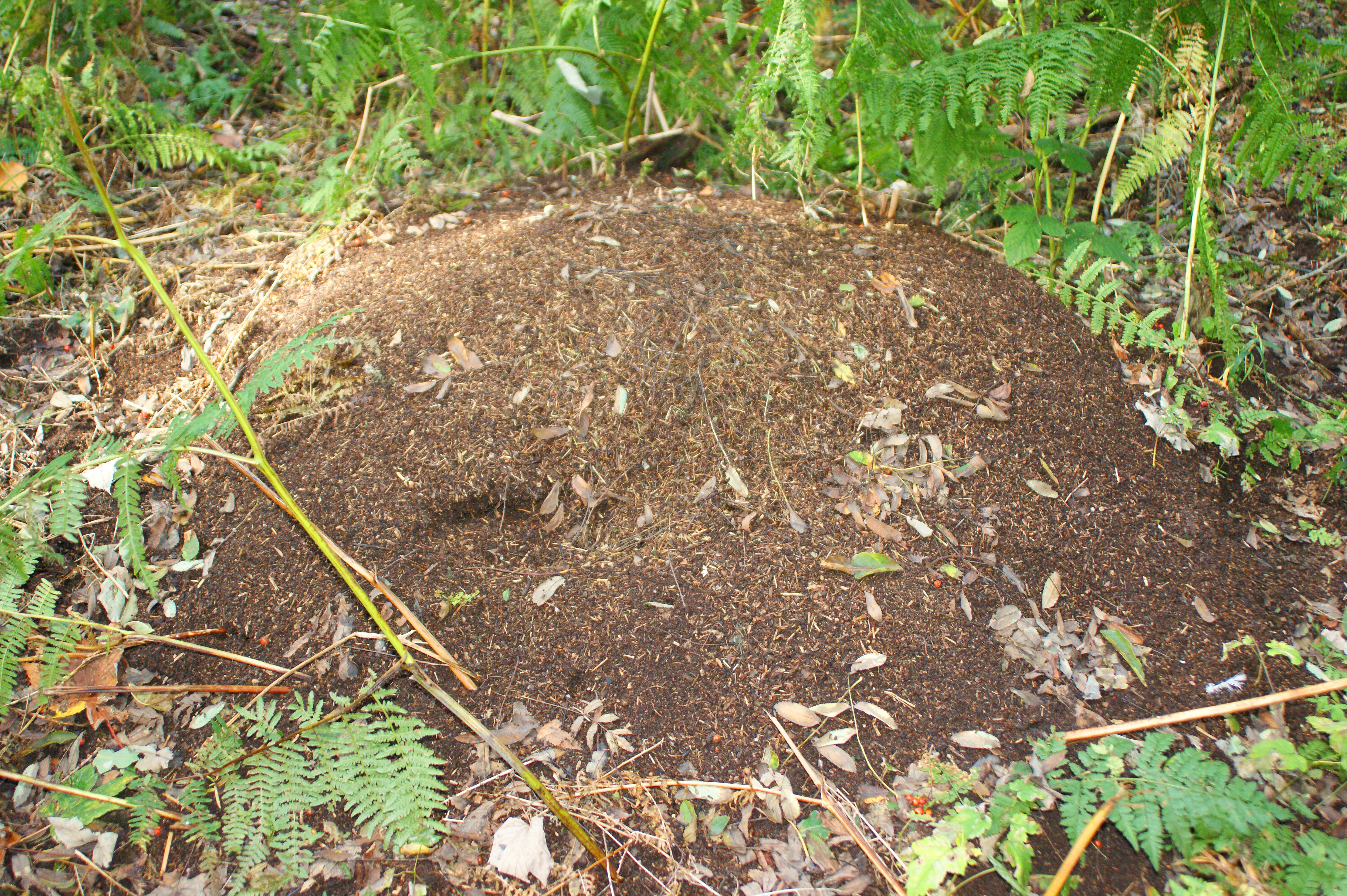
Gniazdo